# Luis de Castresana

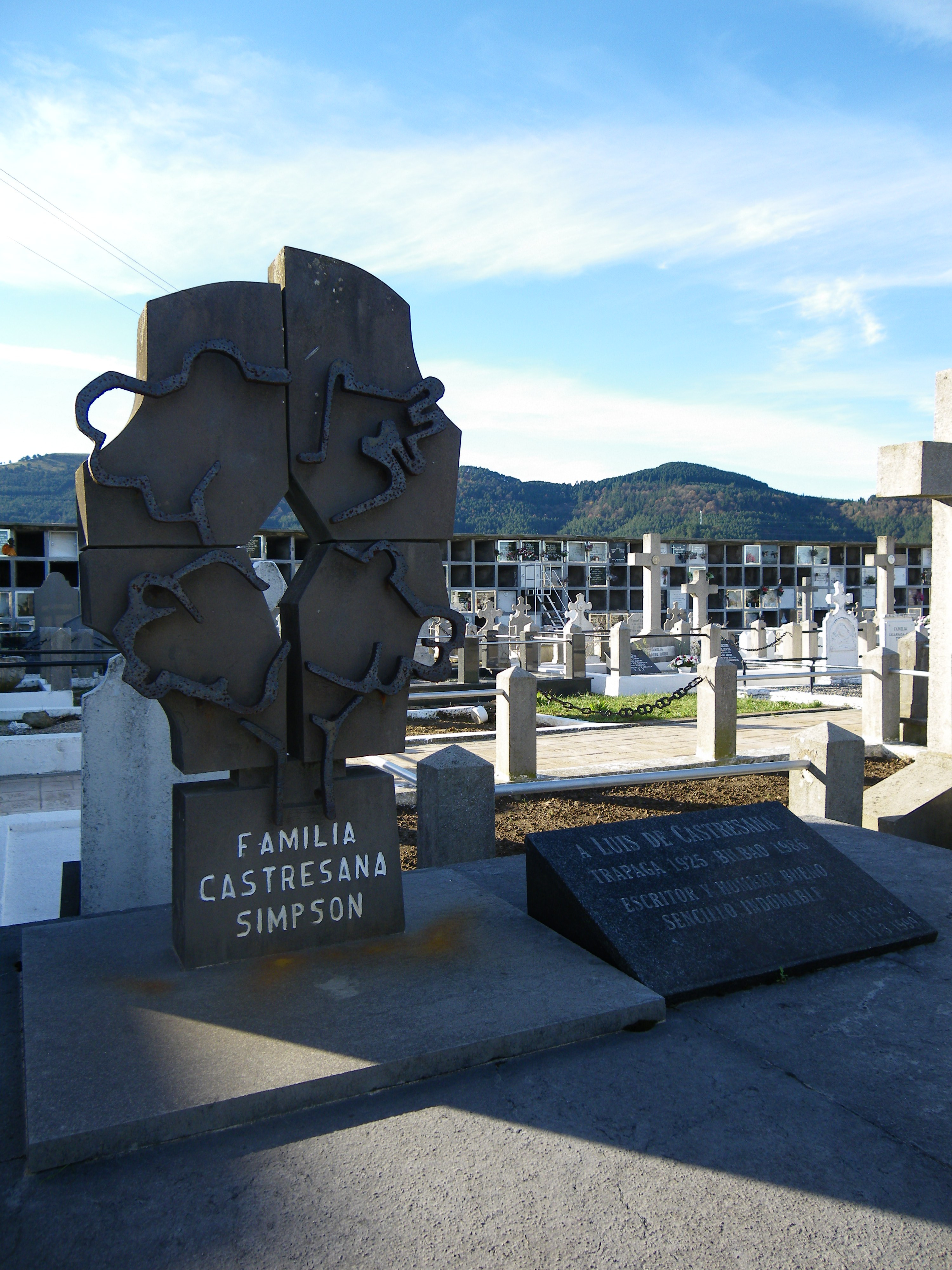
Estela en la tumba del escritor Luis de Castresana, en el cementerio de Valle de Trápaga (Vizcaya).

Luis de Castresana y Rodríguez (Valle de Trápaga, 7 de mayo de 1925 - Basurto (Bilbao), 17 de julio de 1986) fue un periodista, escritor y pintor español. 
Cursó estudios en diversos centros docentes españoles y europeos. Formó parte del programa de niños conocidos como los "niños de la guerra", que el Gobierno de Aguirre en el País Vasco decidió evacuar hacia otros países como Francia, Bélgica o Rusia para librar a los niños de los horrores de la guerra civil (1936-1939). A partir de esta experiencia escribió su libro más famoso: El otro árbol de Guernica, que fue Premio Nacional de Literatura en 1967 y también fue llevada al cine.
También fue Premio Fastenrath de la Real Academia Española con Catalina de Erauso, la monja alférez y finalista en el Premio Planeta con Retrato de una bruja en 1970.

## Biografía
Luis de Castresana y Rodríguez nació en Ugarte. Martín de Retana, en su Peripecia vital del escritor vasco-universal Luis de Castresana afirma que nació "a las diez de la noche, según el acta de nacimiento (Folio 49, número 97) del Registro Civil, a las diez y media post meridiem, según el Libro de Bautizados de la parroquia de la Transfiguración donde fue cristianizado diez días después del día siete de mayo de 1925 (Libro 17, folio 132, número 67 del Archivo Eclesiástico del Valle de Trápaga".
Su padre fue Juan Cruz Castresana Santa Cruz (Bilbao, 3-6-1893 - ibíd., 13-1-1947), que tenía 32 años cuando nació su hijo Luis. Su madre tenía 26 y se llamaba Carmen Rodríguez Arenzana (Bilbao, 4-4-1898 - ibíd., 8-3-1985). Luis tuvo dos hermanos: Juan y Marieta. Los abuelos paternos fueron Antonio Castresana Iturribarria (Valluerca de Álava, 29-2-1868 - Bilbao, 20-1-1946) y María Santa Cruz Otero (Cojobar, 24-2-1864 - Bilbao el 13-5-1947). Los abuelos maternos fueron Benito Rodríguez Puertas (Móstoles-Bilbao) y Gertrudis Arenzana Corrales Ventosa (Logroño-Bilbao).
El padre de Luis de Castresana era republicano, de la Unión Republicana, y el abuelo paterno había sido concejal del Ayuntamiento de Bilbao. Luis los describe así: "Mi padre y mi abuelo eran torneros; mi abuelo materno fue cochero en el viejo hospital de Achuri".
Al estallar la guerra civil, el Gobierno autónomo de Aguirre decide evacuar a muchos niños a otros países. En una de esas evacuaciones marchó Luis con su hermana. Estuvieron en Francia y en Bélgica, donde realizó sus estudios.
Hizo el servicio militar en Madrid, en el Regimiento de Transmisiones de El Pardo. El 3 de enero de 1953, a las diez de la mañana, en la parroquia de San Vicente, se casó con Carmen Simpsom, hija del director de la compañía de seguros de Limpias, donde trabajaba Luis. Tuvieron un hijo, Miguel.
Fue corresponsal en Londres para El Alcázar y luego Pyresa, agencia de prensa del Movimiento. Posteriormente pasó al Pueblo, ya que Emilio Romero Gómez quiso que trabajara en exclusiva para este periódico. También colaboró con Blanco y Negro y ABC. Gracias a los muchos viajes y estancias en otros países hablaba neerlandés, inglés, francés y leía alemán. En una nota aparecida el 22 de octubre de 1960 en el diario Pueblo podemos leer que fue corresponsal y que durante dos años llevó la jefatura de los servicios de extranjero de Pueblo. Asimismo comenta que llevaba el Tercer Programa de Radio Nacional de España. Estos son los años más productivos en la vida de Castresana, ya que como corresponsal escribe mucho y publica varios libros. Trabaja en Londres, Ámsterdam y Oriente Medio. También trabajó el ámbito de la política internacional.
En agosto de 1957, siendo corresponsal en Holanda del Pueblo, hizo un viaje al Polo Norte. Recorrió toda la península Escandinava y visitó a los lapones. El viaje duró dos meses y le permitió atravesar toda Europa. Fue una ocasión para enviar crónicas a su periódico, que después reunió en un libro: Europa de punta a punta. Después de ser corresponsal y trabajar como agregado cultural en la embajada de Londres, retornó a Madrid, donde comenzó a trabajar en La Estafeta Literaria. Pronto dejaría este trabajo para dedicarse exclusivamente a la literatura o colaborar en Televisión Española en el programa Libros que hay que tener.
En 1958 fue designado como vecino de Madrid por el alcalde, conde de Mayalde, para presenciar la ejecución del célebre Jarabo.

## Obra
Su obra trata fundamentalmente sobre problemas del existencialismo cristiano, los horrores de la guerra civil española, su experiencia en el exilio y la tierra vasca. Su novela El otro árbol de Guernica fue llevada al cine por Pedro Lazaga en 1969. En la novela se narra parte de la peripecia personal del autor, a quien sus padres enviaron a Bélgica cuando estalló la guerra. Los protagonistas son un grupo de niños vascos en Bruselas, a donde llegan en busca de un refugio. Una camiseta del Athletic y un árbol en el patio del colegio se convierten en el lazo de unión de esos niños, aderezado con una dulce añoranza de su tierra.

### Novela
- Cocktail de amor, circo y tragedia (Madrid, Masía Alonso, 1949)
- Los Wallace somos así (Bilbao-Madrid, La Nave, 1950)
- Nosotros los leprosos (Bilbao, Ed. ESM, 1950)
- Gente en el hotel (Madrid, Ed. Calleja, 1951)
- La posada del Bergantín (Barcelona, Ed. Caralt, 1953)
- Un puñado de tierra (Barcelona, Ed. Caralt, 1955)
- La muerte viaja sola (Madrid, Ed. Calleja, 1955)
- The Sower (Londres, Four Square Books, 1961)
- La frontera del hombre (Barcelona, Plaza & Janés, 1964)
- El otro árbol de Guernica (Bilbao, El Arenal, 1967)
- Adiós (Madrid, Prensa Española, 1969)
- Retrato de una bruja (Barcelona, Planeta, 1970)
- Orquídeas para la médium (Bilbao, La Gran Enciclopedia Vasca, 1976)
- Montes de hierro (Bilbao, La Gran Enciclopedia Vasca, 1982)
- El sembrador (Bilbao, El Correo Español-El Pueblo Vasco, 1986)

### Ensayos
- "Europa de punta a punta" (Bilbao, Ediciones Paulinas, 1960)
- "Inglaterra vista por los españoles" (Barcelona, Plaza & Janés, 1965)
- "Medicina pintoresca y peripatética" (Bilbao, Ediciones Paulinas, 1985)
- "Elogios, asperezas y nostalgias del País Vasco" (Bilbao, La Gran Enciclopedia Vasca, 1968)
- "La verdad sobre El otro árbol de Guernica" (Bilbao, La Gran Enciclopedia Vasca, 1972)
- "Do, re, mi y un poco de estética" (Bilbao, Amanecer, 1974)
- "Perfiles musicales" (Bilbao, Amanecer, 1974)

### Cuentos
- El sepulturero (Bilbao, Amanecer, 1946)
- Cuentos del dolor de vivir (Bilbao, R. Gil, 1984)
- Josechu y la señora (Madrid, 1953)
- Spaanse Verhalen (Utrech, Prisma Boeken, 1953)
- Maite y otras fabulaciones vascas (Madrid, Cunillera, 1972)
- Nadie moría en Ceánuri (Ediciones de la Caja de Ahorros Municipal de Bilbao, 1973)

### Biografías
- Dostoyevski (Barcelona, Caralt, 1953)
- Rasputín (Barcelona, Caralt, 1956)
- Neurotic or Saint (Londres, Aquin Press, 1962)
- El Padre Pío de Pietralcina (Ediciones Paulinas, 1962)
- Catalina de Erauso, la monja alférez (Madrid, Afrodisio Aguado, 1968)
- José María de Iparraguirre (Bilbao, Caja de Ahorros Vizcaína, 1976)